# Starý most (Mostar)
Starý most (srbochorvatsky Stari most) je zrekonstruovaný obloukový most ze 16. století přes řeku Neretvu v Bosně a Hercegovině, který spojuje dvě části Mostaru. Postaven byl během osmanské éry. Jeho celková délka činí 29 metrů, šířka 4 metry a nad řekou dosahuje výšky 24 metrů. Je symbolem města, vyobrazeným na jeho vlajce i na vlajce Hercegovsko-neretvanského kantonu.

## Popis a rozměry
Ikonický most s jediným obloukem je pátý největší na území Bosny a Hercegoviny. Nachází se v samotném středu Mostaru. Most je široký 4 metrů, 30 metrů dlouhý a vysoký 24 metrů. Most byl vyprojektován a spočítán v tureckých mírách (arşın), jehož délka byla tehdy 75,77 cm. Původně jej chránily dvě opevněné věže: Halebija a Tara. Věže byly označovány v místním jazyce mostari, stejně jako lidé, kteří se starali o bezpečnost mostu. Podle nich získalo město Mostar svůj název.
Most byl zbudován z místního kamene, jeho podoba vznikla na základě řady nepravidelností, které vznikly deformací vnitřní linie oblouku. Namísto základů je most postaven na opěrné zdi o výšce 6,53 metrů (dle letního stavu vody řeky Neretvy). Tloušťka zdí se odlišuje podle proudu řeky (189 cm horní a 125 cm dolní zeď, resp. 2,5, tj. 1 a 1/3 arşınu). Samotný oblouk je vysoký 12 metrů. Jeho centrální část je vyvýšená 3,45 m, resp. 3,15 m oproti oběma stranám mostu. 
Na výstavbu mostu bylo použito přes 450 kamenných bloků.

## Historie

### Vznik a výstavba mostu

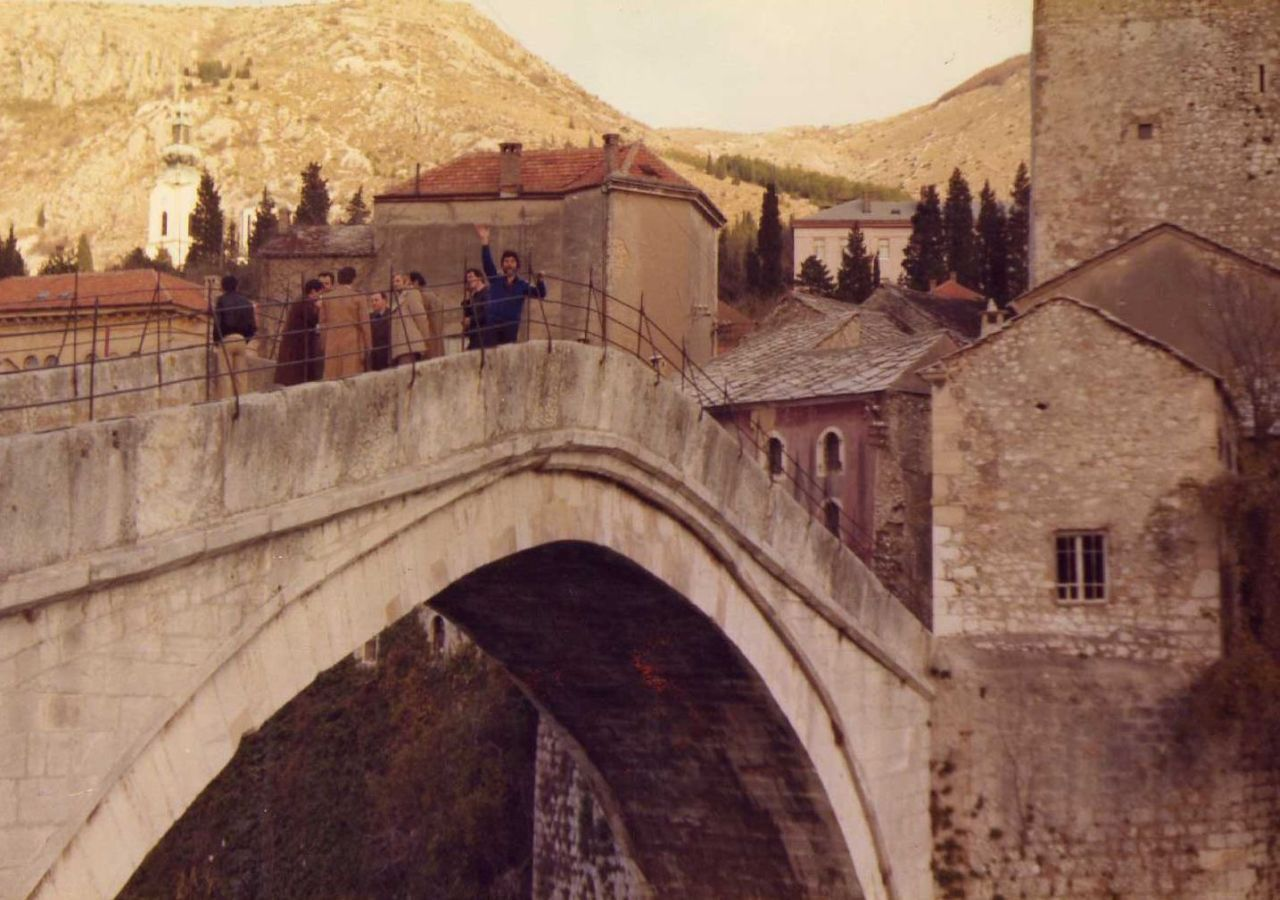
Stari Most v roce 1979

Most je charakteristickým objektem balkánské islámské architektury, který navrhl Mimar Hajrudin, žák architekta Mimara Sinana. Most odděloval muslimskou část města od chorvatské. Slavnostně byl otevřen v roce 1556 (974 dle islámského kalendáře). Na místě dnešního mostu se předtím nacházela konstrukce dřevěná a zavěšená, která nebyla příliš pevná. Taková neodpovídala potřebám tureckého vojska, které potřebovalo efektivně a rychle překonávat terénní překážky. Dřevěný most byl zbudován nejspíše tureckými vojáky roku 1463.
Most neměl oficiální název, byl označován často jako Sulejmanův most, Turecký most a někdy i jako Římský most, nejspíše díky podobnosti s okolními mosty s římské doby, které Turci nepostavili.
O výstavbě a postupu mostu se nezachovaly žádné dokumenty, známé jsou pouze pověsti a vyprávění. I zde měly být na zpevnění mostu použita vejce. Sám stavitel Hajrudin se obával selhání projektu, kterým byl pověřen, že připravoval údajně i vlastní pohřeb než bude most dokončen. Na výstavbu mostu dohlížel sultánův příbuzný, Karagoz Mehmet Bey. Hajrudin nejprve postavil podobný ale menší most (Kriva Ćuprija) nedaleko, aby si otestoval, že most nespadne. Jednotliví kameníci pocházeli z různých částí Balkánu a používali různé stavební postupy. Po dokončení se jednalo o stavbu s největším obloukem na světě.[zdroj?] Náklady na stavbu mostu měly dosáhnout 300 000 stříbrných mincí (akči). Nejednalo se však o peníze státní, byly vybírány v regionu formou mimořádné daně, kterou museli platit křesťanští sedláci.
Některé materiály byly dovezeny až z Istanbulu. S mostem byly budovány i obě věže.
Podle jiné z pověstí, spojených ze vznikem mostu, měli být do zdi jedné ze strážních věží zazděni dva milenci.

### Provoz a opravy mostu
Most obdivoval i známý turecký cestovatel Evliya Çelebi, který si poznamenal, že jeho oblouk připomíná duhu a že není srovnatelný s žádnou obdobnou stavbou, na kterou po svých cestách po Osmanské říši narazil.
Vzhledem ke stárnutí stavby bylo nezbytné jej udržovat a opravovat. V roce 1737 (1150 dle islámského kalendáře) se uskutečnila rozsáhlejší rekonstrukce stavby.
Roku 1854 bylo na most umístěno zvýšené zábradlí z důvodu původně nízkého, které znamenalo časté pády lidí do řeky.

### Válečné ničení a obnova

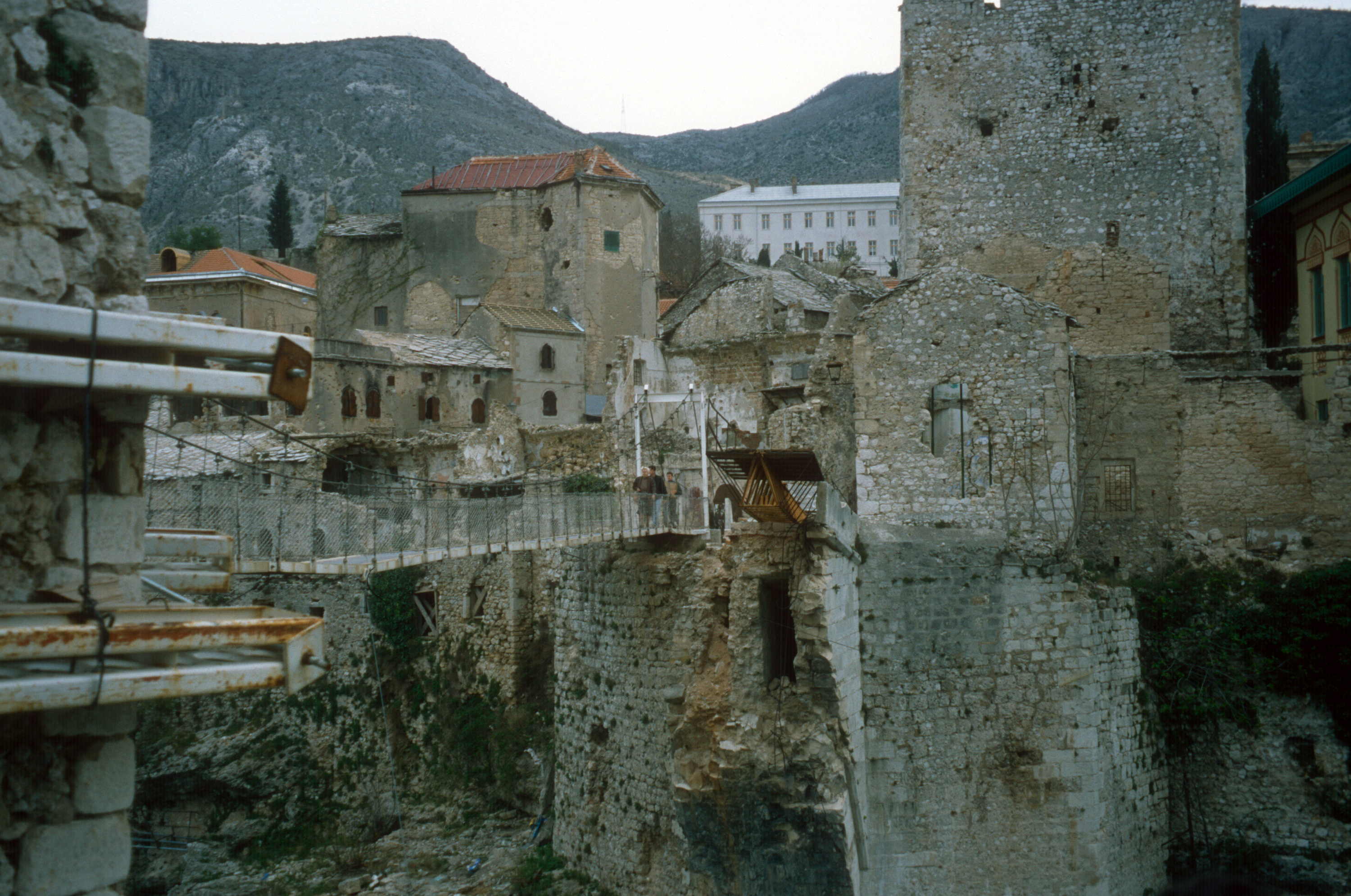
Provizorní lanový most v roce 1997.

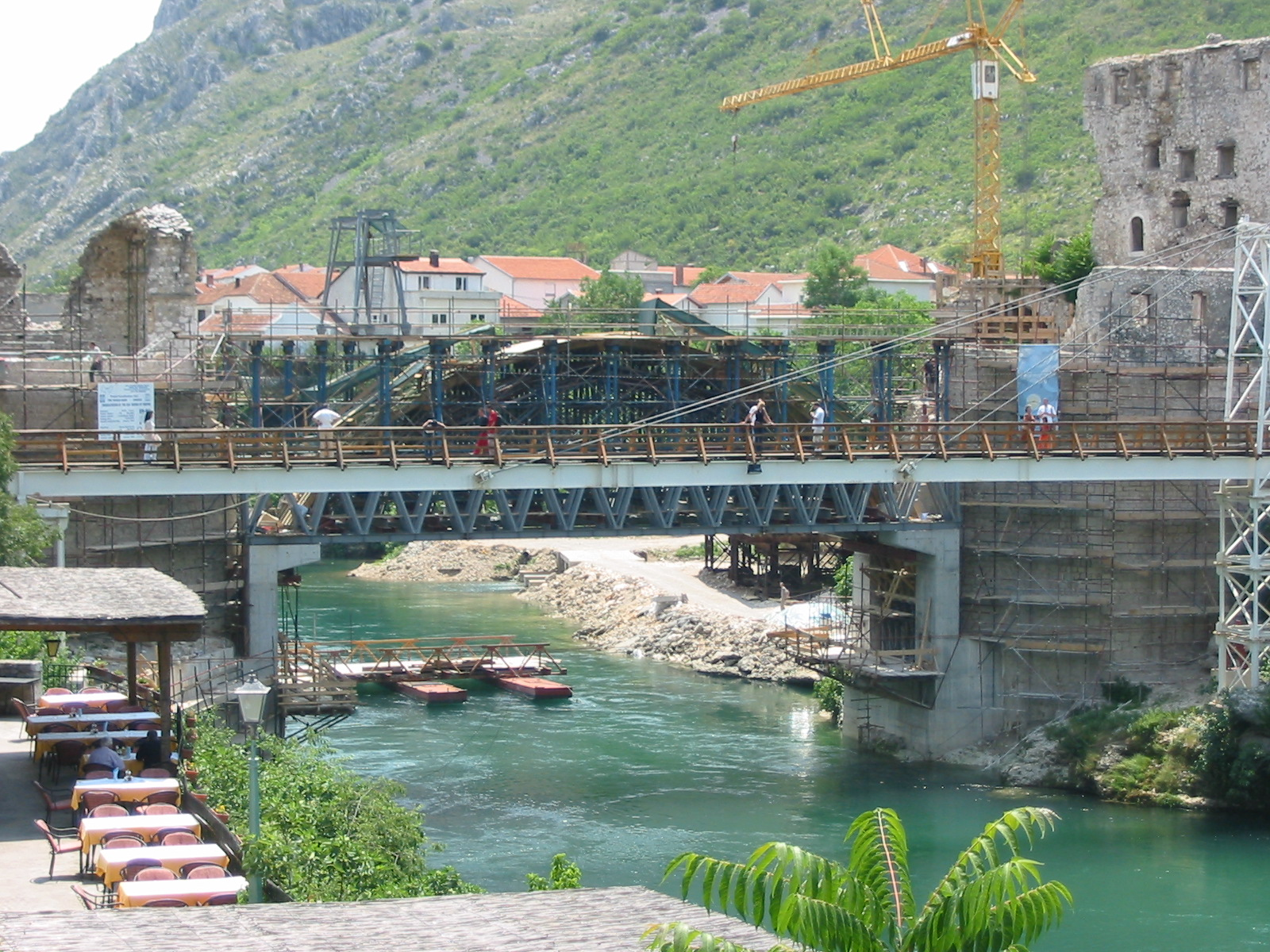
Stari Most prochází v roce 2003 rekonstrukcí.

Během bosenské války byl most po nějakou dobu jedinou spojnicí obou částí města poté, co byly další mosty v Mostaru zničeny. Protože byl vystaven častému ostřelování, byla nad mostem vybudována provizorní konstrukce, která měla ochránit lidi, kteří most přecházeli.
Za chorvatsko-bosňácké války používala bosenská armáda Republiky Bosna a Hercegovina Starý most jako vojenskou zásobovací linku pro obležené Bosňáky na západním břehu. Během druhého obléhání Mostaru chorvatským vojskem byl uskutečněn pokus most zničit. Poprvé se tak stalo 8. listopadu 1993. Následující den, 9. listopadu, byl palbou jednotek HVO z tanku zničen. Stalo se tak dvěma výstřely v rozmezí jedné minuty. Rozkaz k zničení vydal chorvatský generál Slobodan Praljak. Sarajevské noviny uváděly, že ke zřícení došlo po více než šedesáti zásazích granátů. Následně mluvčí Chorvatů připustil vědomé zničení v důsledku strategické významnosti mostu. Akademici naopak uvedli, že takový význam byl minimální a že se jednalo o úmyslné zničení kulturní památky. Andras Riedlmayer použil pro tento čin termín „zavraždění památky“. Zničení mostu bylo zaznamenáno živě v televizi. V té době byl most již do značné míry poškozený. Chorvatská média během války připisovala zničení mostu Armádě Bosny a Hercegoviny. Tyto skutečnosti zajistily městu a konfliktu v Bosně velkou pozornost ze strany mezinárodního společenství. Soudní senát ICTY ve svém rozsudku z roku 2013 uvedl, že most byl vojenským cílem, ale jeho zničení bylo „neúměrné dosaženým vojenským ziskům“, šlo tedy o nezákonný čin „válečného zločinu a zločinu proti lidskosti“, a dodal, že šlo o „základní akt pronásledování z politických, rasových a náboženských důvodů jako zločin proti lidskosti a nezákonné vyvolávání teroru na civilistech jako porušení zákonů a zvyklostí války“.
První provizorní most na místě Starého mostu byl otevřen 30. prosince 1993. Postaven byl za pouhé tři dny španělskými vojenskými inženýry z mise UNPROFOR. Provizorní struktura byla následně třikrát modernizována, aby nakonec spojila břehy bezpečnějším lanovým mostem až do řádné rekonstrukce Starého mostu.
Obnova mostu byla po skončení války jedním z prvořadých úkolů obnovy města. Byla připravována v mezinárodní spolupráci. Stavební práce byly zahájeny roku 2001 a na obnovu památky byly využity v maximální možné míře původní postupy. Ke znovuotevření došlo 23. července 2004 po rekonstrukci tureckou společností Er-Bu Construction Corp, která využila místního kamene a postupů používaných v Osmanské říši. Několik málo bloků, které se z původního mostu dochovalo, bylo rovněž do stavby zapracováno. Důvodem pro výběr této společnosti byly zkušenosti s obnovou tureckých mostů z Turecka. Most byl obnoven za cenu 15,5 milionů dolarů. Otevření mostu bylo vnímáno jako jeden ze symbolů smíření národů Bosny a Hercegoviny zhruba dekádu po skončení konfliktu. Slavnostně se jej účastnila řada významných hostů i ze zahraničí, včetně britského následníka trůnu Charlese (Karla III.), generálního ředitele UNESCO apod. Most byl následně začleněn jako památka na seznam UNESCO.
Zničení mostu bylo předmětem líčení mezinárodního trestního tribunálu pro bývalou Jugoslávii. Diskutována byla především otázka, zdali se jednalo o legitimní vojenský cíl. Odvolací soud v roce 2017 zamítl původně přijatý argument, že most byl legitimním cílem, neboť sloužil pro zásobování Armády Bosny a Hercegoviny. Podle soudu se jednalo o nepřiměřené použití síly. Za zničení mostu byli odsouzeni Slobodan Praljak a Milivoj Petković.

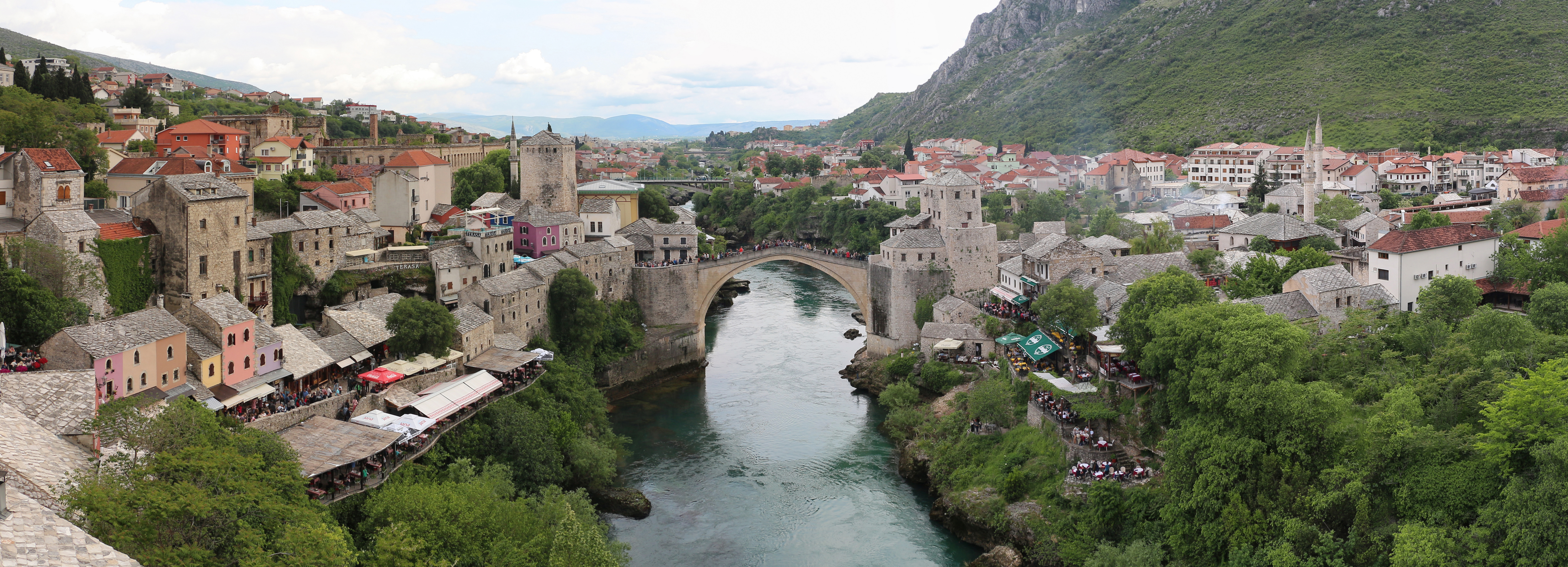
Stari Most roku 2019

## Světové dědictví UNESCO a skoky do vody
Představuje jednu z nejnavštěvovanějších památek v Bosně a Hercegovině. V roce 2005 byl zapsán na Seznam světového dědictví UNESCO.
Každé léto se na mostě, zpravidla v závěru července, pořádají závody ve skocích do vody, tzv. „skoky dospělosti“. Jedná se o nebezpečnou zábavu mladých mužů, která byla poprvé zaznamenána již v roce 1664. Tradice skoků z mostu odkazuje na první zaznamenaný z roku 1664.

## Galerie

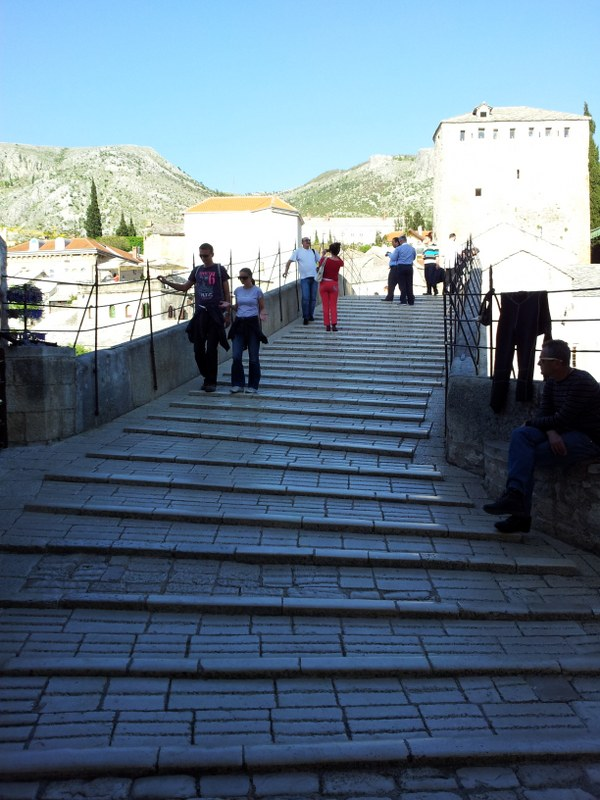
schody na most
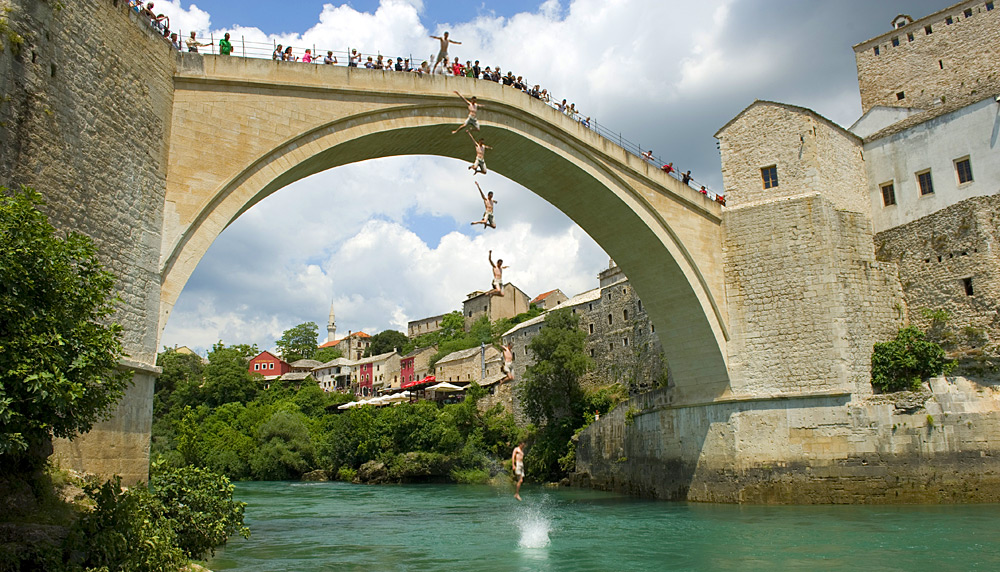
složený obraz skoku do vody, 2009
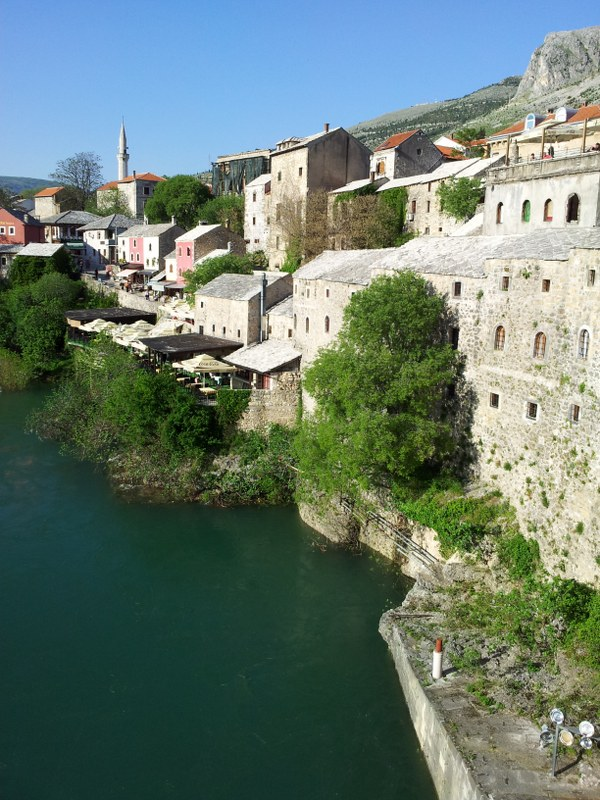
pohled z mostu
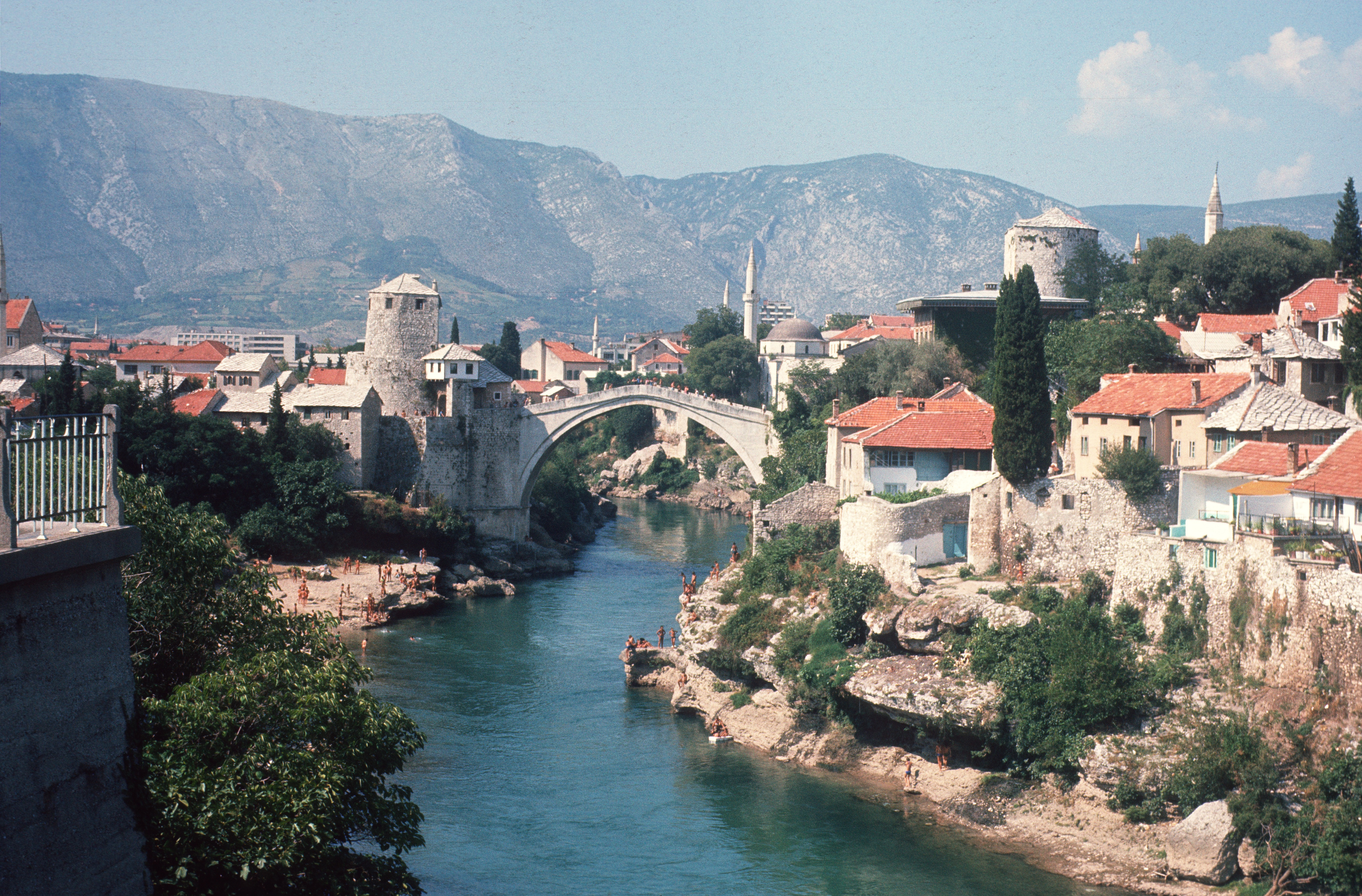
původní most na snímku z roku 1974
- videozáznam skoku